# Comisia Juncker
Comisia Juncker este Comisia Europeană care a preluat funcția la 1 noiembrie 2014 și și-a încheiat mandatul în 2019. Președintele acesteia  a fost Jean-Claude Juncker, membru al Partidului Popular European. Juncker a prezidat alți 27 de comisari (câte unul din fiecare stat membru al Uniunii Europene, cu excepția Luxemburgului, care a fost statul președintelui comisiei).
Între 6 și 7 martie 2014, la Congresul Partidului Popular European (PPE) desfășurat la Dublin, Irlanda, Jean-Claude Juncker a fost ales drept candidat la președinția Comisiei Europene, după ce l-a învins pe contracandidatul său, Michel Barnier.
În alegerile pentru Parlamentul European din 2014 Jean-Claude Juncker a candidat împotriva lui Martin Schulz, candidat al Partidului Socialiștilor Europeni, a lui Guy Verhofstadt, candidat ALDE, a deputatei Ska Keller, candidat al verzilor și a lui Alexis Tsipras, candidat al Partidului Stângii Europene.
PPE a câștigat alegerile, deși a trebuit să facă un pact cu social-democrații, a doua forță din Parlament, pentru a obține majoritatea absolută necesară pentru a fi ales președintele. Liberalii au aderat, de asemenea, la acest pact. La 15 iulie 2014, Parlamentul European l-a ales pe Juncker în calitate de președinte să îl succeadă lui José Manuel Durão Barroso începând din noiembrie 2014. La 22 octombrie, Parlamentul European a aprobat Comisia Juncker în întregime, iar în cadrul reuniunii Consiliului European din 23-24 octombrie 2014, Consiliul a numit în mod oficial noua Comisie. La 1 noiembrie 2014 noua Comisie și-a început oficial mandatul.

## Comisari
Comisarii Uniunii Europene, care acționează sub președinția lui Jean-Claude Juncker, sunt următorii:
Partide
      Partidul Popular European (14)
      Partidul Socialiștilor Europeni (8)
      Alianța Liberalilor și Democraților pentru Europa (5)
      Independenți (1)
| Comisia Europeană Comisia Jean-Claude Juncker                                                                          |          |                                                                        | |          |                                                                              | |          |                                                                              |
| Cabinet |          |                                                                        | |          |                                                                              | |          |                                                                              |
| Portofoliu | Desemnat | Desemnat                                                               | Portofoliu | Desemnat | Desemnat                                                                     | Portofoliu | Desemnat | Desemnat                                                                     |
| – Președinte – Nominalizat 27 iunie 2014 Ales 15 iulie 2014 Preluare mandat 1 noiembrie 2014                           |          | Fost Prim-ministru Jean-Claude Juncker din Luxemburg (EPP-CSV)         | – Prim Vice-Președinte al Comisiei Europene O mai bună legiferare, relații interinstituționale, statul de drept și carta drepturilor fundamentale – Confirmare 22 octombrie 2014 Preluare mandat 1 noiembrie 2014 |          | Fost Ministru de Externe Frans Timmermans din Țările de Jos (PES-PvdA)       | – Vice-Președinte și Înalt Reprezentant al UE pentru afaceri externe și politică de securitate – Confirmare 22 octombrie 2014 Preluare mandat 1 noiembrie 2014                             |          | Fost Ministru de Externe Federica Mogherini din Italia (PES-PD)              |
| – Vice-Președinte Uniunea energiei – Confirmare 22 octombrie 2014 Preluare mandat 1 noiembrie 2014                     |          | Fost Comisar European Maroš Šefčovič din Slovacia (PES-Smer-SD)        | – Vice-Președinte Locuri de muncă, creștere, investiții și competitivitate – Confirmare 22 octombrie 2014 Preluare mandat 1 noiembrie 2014                                                                        |          | Fost Prim-ministru Jyrki Katainen din Finlanda (EPP-KOK)                     | – Vice-Președinte Moneda euro și dialog social; stabilitate financiară, servicii financiare și uniunea piețelor de capital – Confirmare 22 octombrie 2014 Preluare mandat 1 noiembrie 2014 |          | Fost Prim-Ministru Valdis Dombrovskis din Letonia (EPP-Unitate)              |
| – Vice-Președinte Piața unică digitală – Confirmare 22 octombrie 2014 Preluare mandat 1 noiembrie 2014                 |          | Fost Prim-Ministru Andrus Ansip din Estonia (ALDE-Reform)              | – Comisar european Justiție și consumatori – Confirmare 22 octombrie 2014 Preluare mandat 1 noiembrie 2014 |          | Fost Ministru al Dezvoltării Věra Jourová din Republica Cehă(ALDE-ANO)       | – Comisar european Economie digitală și societate digitală – Confirmare 22 octombrie 2014 Preluare mandat 1 noiembrie 2014                                                                 |          | Fost membru al Parlamentului European Mariya Gabriel din Bulgaria (EPP-GERB) |
| – Comisar european Buget și resurse umane – Confirmare 22 octombrie 2014 Preluare mandat 1 noiembrie 2014              |          | Fost comisar european Günther Oettinger din Germania (EPP-CDU)         | – Comisar european Afaceri economice și financiare, impozitare și vamă – Confirmare 22 octombrie 2014 Preluare mandat 1 noiembrie 2014                                                                            |          | Fost Ministru de Finanțe Pierre Moscovici din Franța (PES-PS)                | – Comisar european Ocuparea forței de muncă, afaceri sociale, competențe și mobilitatea forței de muncă – Confirmare 22 octombrie 2014 Preluare mandat 1 noiembrie 2014                    |          | Fost membru al Parlamentului European Marianne Thyssen din Belgia (EPP-CD&V) |
| – Comisar european Politici regionale – Confirmare 22 octombrie 2014 Preluare mandat 1 noiembrie 2014                  |          | Fost Vice-Președinte al EP Corina Crețu din România (PES-PSD)          | – Comisar european Politica europeană de vecinătate și negocieri în vederea extinderii – Confirmare 22 octombrie 2014 Preluare mandat 1 noiembrie 2014                                                            |          | Fost Comisar european Johannes Hahn din Austria (EPP-ÖVP)                    | – Comisar european Migrație, afaceri interne și cetățenie – Confirmare 22 octombrie 2014 Preluare mandat 1 noiembrie 2014                                                                  |          | Former Minister of Foreign Affairs Dimitris Avramopoulos din Grecia (EPP-ND) |
| – Comisar european Health and Food Safety – Confirmare 22 octombrie 2014 Preluare mandat 1 noiembrie 2014              |          | Fost Ministru al Sănătății Vytenis Andriukaitis din Lituania (PES-SDP) | – Comisar european Sănătate și siguranță alimentară – Confirmare 22 octombrie 2014 Preluare mandat 1 noiembrie 2014                                                                                               |          | Fost ambasador Julian King din Regatul Unit (Independent)                    | – Comisar european Piață internă, industrie, antreprenoriat și IMM-uri – Confirmare 22 octombrie 2014 Preluare mandat 1 noiembrie 2014                                                     |          | Fost Viceprim-ministru Elżbieta Bieńkowska din Polonia (EPP-PO)              |
| – Comisar european Politici climatice și energie – Confirmare 22 octombrie 2014 Preluare mandat 1 noiembrie 2014       |          | Fost Ministru al Agriculturii Miguel Arias Cañete din Spania (EPP-PP)  | – Comisar european Cooperare internațională și dezvoltare – Confirmare 22 octombrie 2014 Preluare mandat 1 noiembrie 2014                                                                                         |          | Fost Viceprim-ministru Neven Mimica din Croația (PES-SDP)                    | – Comisar european Concurență – Confirmare 22 octombrie 2014 Preluare mandat 1 noiembrie 2014                                                                                              |          | Fost Viceprim-ministru Margrethe Vestager din Danemarca (ALDE-RV)            |
| – Comisar european Transporturi – Confirmare 22 octombrie 2014 Preluare mandat 1 noiembrie 2014                        |          | Fost Viceprim-ministru Violeta Bulc din Slovenia (ALDE-SMC)            | – Comisar european Comerț – Confirmare 22 octombrie 2014 Preluare mandat 1 noiembrie 2014 |          | Fost Ministru UE al Afacerilor externe Cecilia Malmström din Suedia (ALDE-L) | – Comisar european Mediu, afaceri maritime și pescuit – Confirmare 22 octombrie 2014 Preluare mandat 1 noiembrie 2014                                                                      |          | Fost deputat Karmenu Vella din Malta (PES-PL)                                |
| – Comisar european Educație, cultură, tineret și sport – Confirmare 22 octombrie 2014 Preluare mandat 1 noiembrie 2014 |          | Fost Viceprim-ministru Tibor Navracsics of Ungaria (EPP-Fidesz)        | – Comisar european Cercetare, știință și inovare – Confirmare 22 octombrie 2014 Preluare mandat 1 noiembrie 2014                                                                                                  |          | Fost Secretar de stat Carlos Moedas din Portugalia (EPP-PSD)                 | – Comisar european Agricultură și dezvoltare rurală – Confirmare 22 octombrie 2014 Preluare mandat 1 noiembrie 2014                                                                        |          | Fost Ministu al Mediului Phil Hogan din Irlanda (EPP-FG)                     |
| |          |                                                                        | – Comisar european Ajutor umanitar și gestionarea crizelor – Confirmare 22 octombrie 2014 Preluare mandat 1 noiembrie 2014                                                                                        |          | Fost deputat Christos Stylianides din Cipru (EPP-DISY)                       | |          |                                                                              |

### Foști membri
|                        | Nominalizat          | Portret | Portofoliu                                                                  | Stat         | Partid                     |
| ---------------------- | -------------------- | ------- | --------------------------------------------------------------------------- | ------------ | -------------------------- |
|                        | Jonathan Hill        |         | Stabilitatea financiară, servicii financiare și uniunea piețelor de capital | Regatul Unit | AECR Național: Conservator |
|                        | Kristalina Georgieva |         | Vice-Președinte                                                             | Bulgaria     | EPP Național: GERB         |
| Buget și resurse umane | Kristalina Georgieva |         |                                                                             | Bulgaria     | EPP Național: GERB         |